# Nguyễn Quốc Khánh (chính khách)
Nguyễn Quốc Khánh (sinh ngày 2 tháng 9 năm 1960) là một cựu doanh nhân và nguyên chính trị gia người Việt Nam. Ông từng là Chủ tịch Hội đồng thành viên Tập đoàn Dầu khí Quốc gia Việt Nam từ 19/7/2015 đến 9.3.2017 , đại biểu Quốc hội Việt Nam khóa 14 nhiệm kì 2016-2021, thuộc đoàn đại biểu Quốc hội tỉnh Quảng Nam. Ông lần đầu trúng cử đại biểu Quốc hội năm 2016 ở đơn vị bầu cử số 3, tỉnh Quảng Nam gồm có thành phố Tam Kỳ và các huyện: Núi Thành, Tiên Phước, Nam Trà My, Bắc Trà My, Phú Ninh.
Ngày 8 tháng 12 năm 2017, ông Khanh bị Cơ quan An ninh điều tra - Bộ Công an ra Quyết định khởi tố và tạm giam về tội Cố ý làm trái quy định của Nhà nước về quản lý kinh tế gây hậu quả nghiêm trọng quy định tại Điều 165 - Bộ luật Hình sự, ra Lệnh bắt tạm giam.

## Xuất thân
Nguyễn Quốc Khánh quê quán ở xã Phù Việt, huyện Thạch Hà, tỉnh Hà Tĩnh. Ông học hệ giáo dục phổ thông 10/10. Từ năm 1977 đến 1982, ông học Đại học Dầu khí Baku (Liên Xô cũ) và tốt nghiệp kỹ sư Địa Vật lý chuyên ngành Thăm dò địa chất Dầu khí. Ông có văn bằng Thạc sĩ Quản trị Kinh doanh và Cao cấp lí luận chính trị.
Trong thời gian còn công tác, ông cư trú tại P2801-Tòa A, số 88 Láng Hạ, phường Láng Hạ, quận Đống Đa, thành phố Hà Nội.

## Sự nghiệp
Ông gia nhập Đảng Cộng sản Việt Nam vào ngày 4/7/1988.
Từ ngày 20/7/2015 ông được giao kiêm thực hiện nhiệm vụ Chủ tịch Hội đồng Thành viên Tập đoàn Dầu khí Việt Nam, khi người tiền nhiệm của ông Khánh là ông Nguyễn Xuân Sơn bị cho thôi chức và bị bắt sau đó do liên quan tới những sai phạm tại Ngân hàng TMCP Đại Dương (OceanBank).
Từ 19/7/2015: tạm thời kiêm thực hiện nhiệm vụ Chủ tịch Hội đồng thành viên PVN, thay thế ông Nguyễn Xuân Sơn.
Ngày 12 tháng 1 năm 2016, ông được Thủ tướng Chính phủ Nguyễn Tấn Dũng ký Quyết định cho chính thức giữ chức vụ Chủ tịch Hội đồng Thành viên Tập đoàn Dầu khí Việt Nam.
Ngày 9 tháng 3 năm 2017, Thủ tướng Chính phủ Nguyễn Xuân Phúc ký quyết định để ông Khánh thôi giữ chức vụ Chủ tịch Hội đồng thành viên Tập đoàn Dầu khí Việt Nam để về nhận nhiệm vụ tại Bộ Công Thương sau này được biết là do những khuyết điểm trong thời gian lãnh đạo PVN.
Từ 28/8/2017: Ông Phụ trách Văn phòng Ban chỉ đạo Nhà nước các dự án về điện (Bộ Công Thương).

### Đại biểu Quốc hội Việt Nam khóa 14 tỉnh Quảng Nam
Khi ứng cử đại biểu Quốc hội Việt Nam lần đầu, khóa 14 nhiệm kì 2016-2021 vào tháng 5 năm 2016 ông đang là Ủy viên Ban Thường vụ Đảng ủy Khối doanh nghiệp Trung ương; Bí thư Đảng ủy, Chủ tịch Hội đồng thành viên Tập đoàn Dầu khí Quốc gia Việt Nam.
Ông đã trúng cử đại biểu Quốc hội năm 2016 ở đơn vị bầu cử số 3, tỉnh Quảng Nam gồm có thành phố Tam Kỳ và các huyện: Núi Thành, Tiên Phước, Nam Trà My, Bắc Trà My, Phú Ninh, được 235.481 phiếu, đạt tỷ lệ 66,32% số phiếu hợp lệ.
Mất quyền đại biểu Quốc hội
Ngày 14 tháng 5 năm 2018, sau khi hội đồng xét xử phúc thẩm Tòa án nhân dân cấp cao tại Hà Nội tuyên án 7 năm tù đối với Nguyễn Quốc Khánh, Nguyễn Quốc Khánh bị mất quyền đại biểu Quốc hội Việt Nam khóa 14..

## Khởi tố và tạm giam
Ngày 8 tháng 12 năm 2017, ông Khanh bị Cơ quan An ninh điều tra - Bộ Công an ra Quyết định khởi tố và tạm giam về tội Cố ý làm trái quy định của Nhà nước về quản lý kinh tế gây hậu quả nghiêm trọng quy định tại Điều 165 - Bộ luật Hình sự. Ủy ban Thường vụ Quốc hội Việt Nam cùng ngày đã biểu quyết tạm đình chỉ quyền hạn của đại biểu Quốc hội đối với ông Nguyễn Quốc Khánh có nghĩa ông bị mất quyền miễn trừ. Bộ Công thương cũng đã tạm đình chỉ công tác với ông Khánh. Ông Khánh hiện công tác tại Văn phòng Ban chỉ đạo quốc gia về phát triển điện lực đặt tại Bộ Công thương.
Vào tháng 4-2017, tại kỳ họp thứ 14 của Ủy ban Kiểm tra Trung ương đã chỉ ra nhiều khuyết điểm của lãnh đạo PVN các thời kỳ, trong đó có ông Nguyễn Quốc Khánh. Theo đó, ông Nguyễn Quốc Khánh, nguyên Bí thư Đảng ủy, Chủ tịch HĐTV, nguyên Ủy viên Ban Thường vụ Đảng ủy, nguyên Phó Tổng Giám đốc cùng chịu trách nhiệm về những vi phạm, khuyết điểm của Ban Thường vụ Đảng ủy Tập đoàn nhiệm kỳ 2010-2015; chịu trách nhiệm trong việc tham mưu quyết định chỉ định gói thầu EPC Nhà máy nhiệt điện Long Phú 1, Nhà máy nhiệt điện Thái Bình 2 vi phạm pháp luật, gây hậu quả nghiêm trọng. Có trách nhiệm liên quan đến những khuyết điểm, vi phạm tại Dự án Nhà máy sản xuất xơ sợi Polyeste Đình Vũ và các dự án Nhiên liệu sinh học.